# 1980년 일본 시리즈
1980년 일본 시리즈(일본어: 1980年の日本シリーズ)는 1980년 10월 25일부터 11월 2일까지 열린 일본 프로 야구의 일본 시리즈 경기이다. 센트럴 리그 우승 팀인 히로시마 도요 카프가 총 7차례의 접전을 펼친 끝에 퍼시픽 리그 우승 팀 긴테쓰 버펄로스를 누르고 4승 3패의 성적을 기록, 2년 연속 2번째 우승을 차지했다.
한편, 그 해 일본 시리즈의 긴테쓰 주최 홈경기는 홈구장인 닛폰 생명 구장의 수용 인원 수가 개최 기준의 3만 명에 못 미친데다가 또다른 홈구장이었던 후지이데라 구장도 야간 조명 시설이 없다는 등의 이유로 전년도와 마찬가지로 오사카 구장에서 개최됐다. 이것이 오사카 구장에 있어서의 마지막 일본 시리즈가 열렸다.

## 감독
| 소속 리그   | 소속               | 감독            |
| ----------- | ------------------ | --------------- |
| 센트럴 리그 | 히로시마 도요 카프 | 고바 다케시     |
| 퍼시픽 리그 | 긴테쓰 버펄로스    | 니시모토 유키오 |

## 경기 일정
- 1차전 : 10월 25일
- 2차전 : 10월 26일
- 3차전 : 10월 28일
- 4차전 : 10월 29일
- 5차전 : 10월 30일
- 6차전 : 11월 1일
- 7차전 : 11월 2일

## 경기 기록
| 일시                                     | 경기   | 원정팀(선공)       | 스코어 | 홈팀(후공)         | 개최 구장          | 개시 시각 | 경기 시간  | 관중수   |
| ---------------------------------------- | ------ | ------------------ | ------ | ------------------ | ------------------ | --------- | ---------- | -------- |
| 10월 25일(토)                            | 1차전  | 긴테쓰 버펄로스    | 6 - 4  | 히로시마 도요 카프 | 히로시마 시민 구장 | 13시 00분 | 4시간 36분 | 29,037명 |
| 10월 26일(일)                            | 2차전  | 긴테쓰 버펄로스    | 9 - 2  | 히로시마 도요 카프 | 히로시마 시민 구장 | 13시 00분 | 3시간 10분 | 29,668명 |
| 10월 27일(월)                            | 이동일 | 이동일             | 이동일 | 이동일             | 이동일             | 이동일    | 이동일     | 이동일   |
| 10월 28일(화)                            | 3차전  | 히로시마 도요 카프 | 4 - 3  | 긴테쓰 버펄로스    | 오사카 구장        | 13시 01분 | 3시간 23분 | 17,371명 |
| 10월 29일(수)                            | 4차전  | 히로시마 도요 카프 | 2 - 0  | 긴테쓰 버펄로스    | 오사카 구장        | 13시 00분 | 2시간 45분 | 21,254명 |
| 10월 30일(목)                            | 5차전  | 히로시마 도요 카프 | 2 - 6  | 긴테쓰 버펄로스    | 오사카 구장        | 13시 01분 | 3시간 21분 | 22,287명 |
| 10월 31일(금)                            | 이동일 | 이동일             | 이동일 | 이동일             | 이동일             | 이동일    | 이동일     | 이동일   |
| 11월 1일(토)                             | 6차전  | 긴테쓰 버펄로스    | 2 - 6  | 히로시마 도요 카프 | 히로시마 시민 구장 | 13시 00분 | 3시간 1분  | 29,297명 |
| 11월 2일(일)                             | 7차전  | 긴테쓰 버펄로스    | 3 - 8  | 히로시마 도요 카프 | 히로시마 시민 구장 | 13시 01분 | 3시간 36분 | 29,952명 |
| 우승: 히로시마 도요 카프(2년 연속 2번째) |        |                    |        |                    |                    |           |            |          |

## 일본 시리즈 경기 결과

### 1차전
- 10월 25일 - 히로시마 시민 구장(연장 12회)

| 팀 | 1 | 2 | 3 | 4 | 5 | 6 | 7 | 8 | 9 | 10 | 11 | 12 | R | H  | E |
| 긴테쓰 | 0 | 0 | 0 | 0 | 3 | 0 | 0 | 0 | 1 | 0  | 0  | 2  | 6 | 13 | 1 |
| 히로시마 | 2 | 0 | 0 | 0 | 0 | 1 | 0 | 1 | 0 | 0  | 0  | 0  | 4 | 6  | 1 |
| 승리 투수: 야나기다 유타카(1-0) 패전 투수: 에나쓰 유타카(0-1) 홈런: 긴테쓰 – 하다 고이치(12회 2점) 히로시마 – 짐 라이틀(1회 2점, 6회 1점) |   |   |   |   |   |   |   |   |   |    |    |    |   |    |   |

### 2차전
- 10월 26일 - 히로시마 시민 구장

| 팀 | 1 | 2 | 3 | 4 | 5 | 6 | 7 | 8 | 9 | R | H  | E |
| 긴테쓰 | 0 | 0 | 0 | 0 | 3 | 5 | 0 | 1 | 0 | 9 | 14 | 1 |
| 히로시마 | 0 | 0 | 1 | 1 | 0 | 0 | 0 | 0 | 0 | 2 | 6  | 0 |
| 승리 투수: 스즈키 게이시(1-0) 패전 투수: 이케가야 고지로(0-1) 홈런: 긴테쓰 – 후키이시 도쿠이치(5회 3점), 찰리 매뉴엘(6회 3점) |   |   |   |   |   |   |   |   |   |   |    |   |

### 3차전
- 10월 28일 - 오사카 구장

| 팀 | 1 | 2 | 3 | 4 | 5 | 6 | 7 | 8 | 9 | R | H | E |
| 히로시마 | 0 | 0 | 0 | 0 | 1 | 2 | 0 | 0 | 1 | 4 | 6 | 0 |
| 긴테쓰 | 0 | 0 | 2 | 0 | 0 | 0 | 0 | 1 | 0 | 3 | 7 | 2 |
| 승리 투수: 에나쓰 유타카(1-1) 패전 투수: 이모토 다카시(0-1) 홈런: 히로시마 – 미즈타니 지쓰오(5회 1점), 야마모토 고지(6회 2점) |   |   |   |   |   |   |   |   |   |   |   |   |

### 4차전
- 10월 29일 - 오사카 구장

| 팀                                                                                              | 1 | 2 | 3 | 4 | 5 | 6 | 7 | 8 | 9 | R | H | E |
| 히로시마                                                                                        | 2 | 0 | 0 | 0 | 0 | 0 | 0 | 0 | 0 | 2 | 3 | 0 |
| 긴테쓰                                                                                          | 0 | 0 | 0 | 0 | 0 | 0 | 0 | 0 | 0 | 0 | 2 | 1 |
| 승리 투수: 야마네 가즈오(1-0) 패전 투수: 이모토 다카시(0-2) 홈런: 히로시마 – 짐 라이틀(1회 2점) |   |   |   |   |   |   |   |   |   |   |   |   |

### 5차전
- 10월 30일 - 오사카 구장

| 팀 | 1 | 2 | 3 | 4 | 5 | 6 | 7 | 8 | 9 | R | H | E |
| 히로시마                                                                                                | 0 | 1 | 1 | 0 | 0 | 0 | 0 | 0 | 0 | 2 | 4 | 1 |
| 긴테쓰                                                                                                  | 1 | 3 | 0 | 0 | 0 | 0 | 2 | 0 | X | 6 | 9 | 1 |
| 승리 투수: 스즈키 게이시(2-0) 패전 투수: 이케가야 고지로(0-2) 홈런: 히로시마 – 미즈타니 지쓰오(2회 1점) |   |   |   |   |   |   |   |   |   |   |   |   |

### 6차전
- 11월 1일 - 히로시마 시민 구장

| 팀 | 1 | 2 | 3 | 4 | 5 | 6 | 7 | 8 | 9 | R | H  | E |
| 긴테쓰 | 0 | 0 | 0 | 0 | 0 | 0 | 0 | 0 | 2 | 2 | 8  | 0 |
| 히로시마 | 4 | 1 | 0 | 0 | 1 | 0 | 0 | 0 | X | 6 | 10 | 0 |
| 승리 투수: 후쿠시 히로아키(1-0) 패전 투수: 무라타 다쓰미(0-1) 홈런: 긴테쓰 – 구리하시 시게루(9회 1점) 히로시마 – 미즈타니 지쓰오(1회 만루), 야마모토 고지(5회 1점) |   |   |   |   |   |   |   |   |   |   |    |   |

### 7차전
- 11월 2일 - 히로시마 시민 구장

| 팀 | 1 | 2 | 3 | 4 | 5 | 6 | 7 | 8 | 9 | R | H  | E |
| 긴테쓰 | 0 | 0 | 0 | 0 | 0 | 3 | 0 | 0 | 0 | 3 | 8  | 1 |
| 히로시마 | 0 | 0 | 1 | 0 | 1 | 2 | 2 | 2 | X | 8 | 14 | 3 |
| 승리 투수: 야마네 가즈오(2-0) 패전 투수: 스즈키 게이시(2-1) 세이브: 에나쓰 유타카(1S) 홈런: 히로시마 – 기누가사 사치오(7회 2점) |   |   |   |   |   |   |   |   |   |   |    |   |

## 수상 선수
- MVP : 짐 라이틀(히로시마)
- 감투상 : 오가와 도루(긴테쓰)
- 우수 선수상 : 기노시타 도미오, 야마네 가즈오(이상 히로시마), 히라노 미쓰야스(긴테쓰)

## 같이 보기
- 1980년 퍼시픽 리그 플레이오프